# 瓦尔齐
瓦尔齐（義大利語：Varzi），是意大利帕维亚省的一个市镇。总面积58.77平方公里，人口3404人，人口密度57.9人/平方公里（2009年）。国家统计（ISTAT）代码为018171。